# Theodor Taulow von Rosenthal
Theodor Anton Taulow von Rosenthal (* 12. Jänner 1702 in Hildesheim; † 10. Juni 1779 in Wien) war ein österreichischer Archivar.

## Leben
Taulow von Rosenthal war Sohn des Johann Christian Taulow von Rosenthal, der fürstbischöflicher Staats- und Kriegssekretär, dann Hof- und Regierungsrat in Hildesheim war. Seine Ausbildung ist unbekannt. 1722 trat er unter Johann Christoph von Bartenstein in Wien in den Staatsdienst. Er war zunächst unter einem Hofrat von Astfeld, dann als Sekretär des böhmischen obersten Hofkanzlers Franz Ferdinand Kinsky tätig, bevor er im Jahre 1735 eine Stelle als Konzipist, 1738 als Erster geheimer Ratsprotokollist und 1746 als Hofsekretär erhielt.

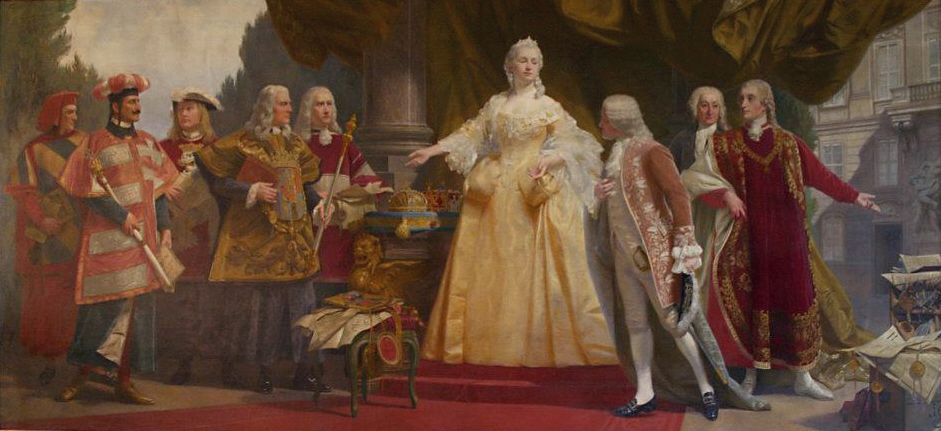
Gemälde "Gründung des Archivs 1749"

Taulow von Rosenthal wurde 1748 durch Bartenstein zum k.k. Rat und Ersten geheimen Hof- und Hausarchivar ernannt und mit der Aufgabe betraut in Wien ein bisher nicht bestehendes Geheimes Staatsarchiv zu schaffen. Im September 1749 wurde er aufgefordert, einen Plan für die Einrichtung des Archivs zu entwerfen, der unter anderem durch den Hofkanzler Friedrich Wilhelm von Haugwitz positiv bewertet wurde. Sein historisches Wissen und seine Kenntnisse des österreichischen Archivwesens sprachen für Taulow von Rosenthal. In den Jahren 1750 bis 1752 bereiste er die verschiedenen Landesarchive unter anderem von Prag, Innsbruck und Graz und brachte etwa 15.000 Urkunden nach Wien. In dieser Zeit knüpfte er mit dem Innsbrucker Anton Roschmann Kontakt, den er vergeblich für das Archiv in Wien zu gewinnen versuchte. 1753 wurde das Archiv mit weiterem Personal ausgestattet und Taulow von Rosenthal zum ersten Archivar ernannt.
Taulow baute das Archiv mit einer eigenen Hausbibliothek und einer Sammlung von Siegeln und Siegelabgüssen auf. Sein Bild des aufzubauenden Archivs entsprach einem modernen Verständnis eines Archivs. Am 16. Jänner 1759 verlieh ihm die Kaiserin Maria Theresia den Titel eines Wirklichen Hofrats.

## Werk
Zu Taulow von Rosenthals wichtigstem Verdienst gehörte der Aufbau des neuen Geheimen  Haus-, Hof- und Staatsarchivs in Wien. Daneben hinterließ er über fünfzig Abhandlungen und Denkschriften, wobei er zur österreichischen Geschichte, zum öffentlichen und Familienstaatsrechts und zum Archivwesen schrieb. Sämtliche Schriften hinterließ er als handschriftliche Manuskripte. Keine seiner Schriften wurde gedruckt. Darüber hinaus korrespondierte er mit einer Vielzahl von Historikern, um mit Informationen aus seinem Archiv zur Richtigkeit deren Werke beizutragen oder korrigierte Informationen im Nachhinein, zu diesen zählen bspw. Marquard Herrgott, Gottfried Bessel, Gelasius Dobner oder Bernhard Pez.